# Денвер, Боб
Осборн Роберт «Боб» Денвер (9 января 1935, Нью-Рошелл — 2 сентября 2005, Уинстон-Сейлем) — американский комедийный актёр. Он исполнял роль Гиллигана в телесериале «Остров Гиллигана» и битника Мэйнарда Г. Кребса в сериале 1959—1963 гг. Успех Доби Гиллис.

## Ранние годы
Денвер родился 9 января 1935 года в Нью-Рошелле, и вырос в городе Браунвуд, штат Техас. Он окончил Университет Лойолы в Лос-Анджелесе. Позже он был тренером физкультуры и преподавал математику и историю в Corpus Christi School, Римско-католической начальной школе в Тихоокеанских Палисадах.

## Карьера

### Теле-и кинокарьера
Одновременно с преподаванием в Corpus Christi в 1958, Денвер снял пилот для сериала Успех Доби Гиллис, и оставил преподавание для его первой профессиональной полномасштабной актерской работы в 1959 году. С 1959 по 1963, Денвер сыграл Мэйнарда Г. Кребса в Доби Гиллис, юного битника и лучшего друга Доби Гиллиса, сыгранного Дуэйн Хикман. Во время съемок в Доби Гиллис, Денвер давал интервью программе NBC «Вот Голливуд».
Денвер первый полнометражный фильм вид был на службе фарс, собственный роман, с Сэл Минео в 1959 году. Он приземлился в небольшой роли в 1963 Джимми Стюарт фильм, возьмите её, она моя, играет битника поэт работает в кофейне. Он был зачислен как Роберт Денвер. Денвер также появился в 1964 пляж фильм для тех, кто думает молодой с Тина Луиз до развития острова Гиллигана. Он также был один раз роль заменив актера, который играл Дадли А. «ДАД» мыть, муж Шарлин любимцем любимцами, на Энди Гриффите шоу , который вышел в эфир 30 марта, 1964 (он появился только в одном эпизоде). Это было сделано по сети для продвижения Денвера лицо и сделать его более привычным для зрительской аудитории, так как на острове Гиллигана уже собиралась выйти на воздух.
Денвер запомнился в первую очередь как комический актёр. Однако, он также появился в одной драматической роли на телевидении, как врач (Доктор Пол Гарретт) в одном эпизоде Доктор Килдэр, телепрограмма на 10 октября, 1963; эпизод, «если Вы не можете поверить в правду …», также фигурирует Барбара Иден и Кен Берри. Денвер также сыграл эпизодическую роль в одном эпизоде немого службы в 1957 году (S01 E37: «потеря династии Тан»).
После завершения сериала Доби Гиллис в 1963, Денвер получил главную роль в ситкоме «Остров Гиллигана», которая проходила в течение трёх сезонов (1964-67) на канале CBS, и стал одним из основных продуктов позже синдикации. Его роль как благонамеренные, но неумелый, первый помощник среди небольшой литой кораблекрушение кораблекрушение стал тот, ради которого он больше всего запоминается. Во время бега, Денвер в частном порядке вышли из своего пути, чтобы помочь своим напарником по фильму, которые высоко оценили его усилия, такие как успешно требуя, Рассел Джонсон и Рассвет скважин будут объединены в цикл " открытие кредитов и настаивая на том, что колодцы получить равную долю публичности шоу с Тиной Луиз.

### Поздняя карьера
После работы в Острове Гиллигана, Денвер появился в таких фильмах, как Кто присмотрит за монетный двор? (1967), сладкий ездить (1968) и вы слышали про путешествия продавщицу? (1968), напротив Филлис дилер. Он также выступал в других телевизионных шоу, таких как «хороших парней» (1968—1970), любовь, американский стиль и пыльной тропе (1973) (факсимиле Остров Гиллигана, в основе потерял обоз направился в Калифорнию). Он также снялся в качестве «младших» в Сида и Марти Krofft детская программа далеко вне пространства орехи (1975). В 1976 году, в дурацком вагоне поезда на Западе был создан художественный фильм из четырёх эпизодов пыльной тропе. Спустя десятилетие после КОС покинул кораблекрушение в подвешенном состоянии, он вернулся к роли Гиллигана - наряду со многими из его бывших коллег-звезда кораблекрушение - кредитование его голос для анимационного Новые приключения Гиллиган серии, его продолжение Гиллигана планеты, и живого действия, сделанные для телевидения фильмы реюньон спасения из острова Гиллигана, потерпевших крушение на острове Гиллигана и в Гарлемские Глобтроттеры на острове Гиллигана. Он также сыграл четыре отдельных гостевых ролей на «остров фантазий», на АВС с 1978 по 1980 год. В 1983 году он снялся в телевизионном пилоте, невидимая женщина, как неумелый сумасшедший ученый дядя заглавного героя, журналиста, и в телевизионный фильм ненаглядное пособие..
Позже в его жизни, Денвер вернулся его приемный дом Принстон, Западная Вирджиния, и стал FM-радио личности. Он и его жена, Dreama, бежал небольшой "старичков «Формат» радиостанции, WGAG-ЛП 93.1 ФМ. Он также получил небольшой доход, что делает публичных выступлений, нередко ряженые, как Гиллиган. В 1980-е, он заново появлялся в образе Гиллигана во многочисленных эпизодических ролях, включая эпизоды из Альф, и MeeGo, Спасателей Малибу, а также играл бармена в фильме 1987 года Обратно на пляж. В 1992 году он снова сыграл Гиллигана для фонда «Make-A-Wish», благотворительной организации из Западной Вирджинии.

## Проблемы с законом
В 1998 году Денвер был арестован за доставку коробка марихуаны к нему на дом. Изначально он заявлял, что коробок послала Доун Уэллс, сыгравшая Мэри-Энн в Острове Гиллигана, но позже он отказался вызвать её в суд и заявил, что «какой-то сумасшедший поклонник, должно быть, послал его.» Полиция сообщала, что найдены несколько растений и связанная с ними атрибутика в Денвере. Он отказался оспаривать вменяемые ему обвинения и получил шесть месяцев условно.

## Смерть
Денвер умер 2 сентября 2005 года, в Баптистском медицинском центре университета Уэйк Форест в Уинстон-Салем, Северная Каролина, о чём заявил его агент (Майк Айзенштадт) для The Associated Press, назвав причиной смерти осложнения от лечения рака. Он был кремирован.